# Cabecera (arquitectura)

La cabecera de un templo con planta trebolada.

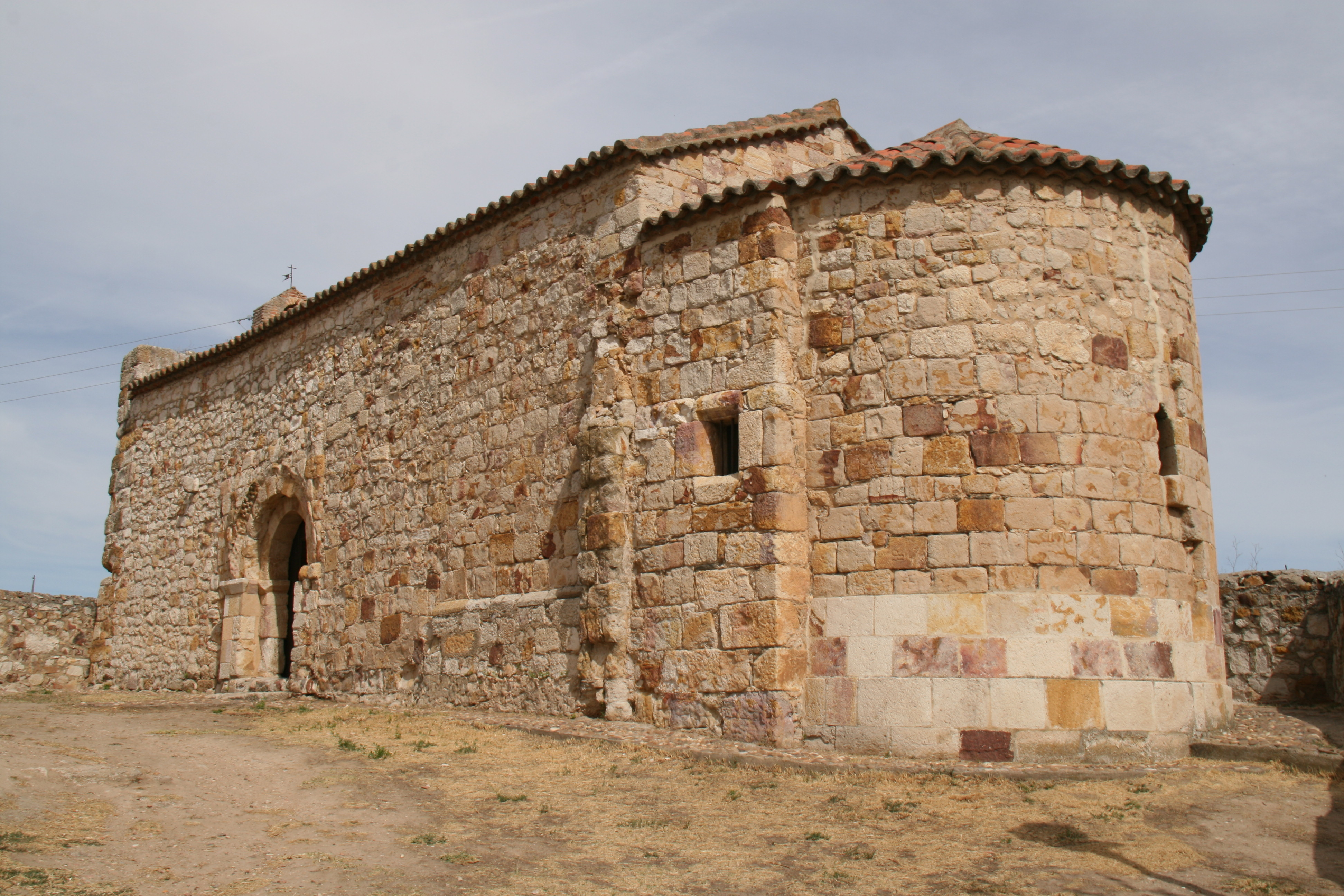
La cabecera de la Iglesia de Santiago de los Caballeros en Zamora.

La cabecera es la parte de una iglesia o templo religioso opuesta al imafronte. Generalmente es el paramento exterior orientado al este (oriente), y es donde suele estar colocado el santuario o altar, siendo, por tanto, el eje principal del edificio.
En algunos casos, la cabecera adopta la forma de ábside, a veces con girola como zona de paso. En el Románico posee una planta semicircular o poligonal. En algunas ocasiones se encuentran los absidiolos perfilados en su superficie a modo de pilastras (cabecera trebolada, o con planta en forma de trébol). En el Gótico, la cabecera de las iglesias y catedrales adquirió una gran complejidad, hasta el punto de anular a veces las restantes partes del templo. Es lo que se denomina planta macrocéfala. Los estilos arquitectónicos posteriores tendieron a simplificar el esquema de la cabecera, al menos en cuanto a estructura, ya que el interior se decoraba profusamente, sobre todo con la colocación de retablos.